# Alsie Express
Alsie Express é uma companhia aérea dinamarquesa com sede em Sønderborg. O seu principal hub é o Aeroporto de Sønderborg.
Todos os voos são operados por sua transportadora irmã, a Air Alsie, uma vez que não é dono de um Certificado de Operador Aéreo.

## História
A Alsie Express foi fundada em 2013 e começou a operar na rota entre Sønderborg e Copenhaga em 17 de junho de 2013. A operadora aérea Danish Air Transport cancelou todos os voos entre Sønderborg até Copenhaga uma semana depois que a Alsie Express começou a voar na rota.
Em janeiro de 2021, a Alsie Express anunciou a suspensão de seus serviços programados até o final de março de 2021 após a pandemia de COVID-19.

## Frota

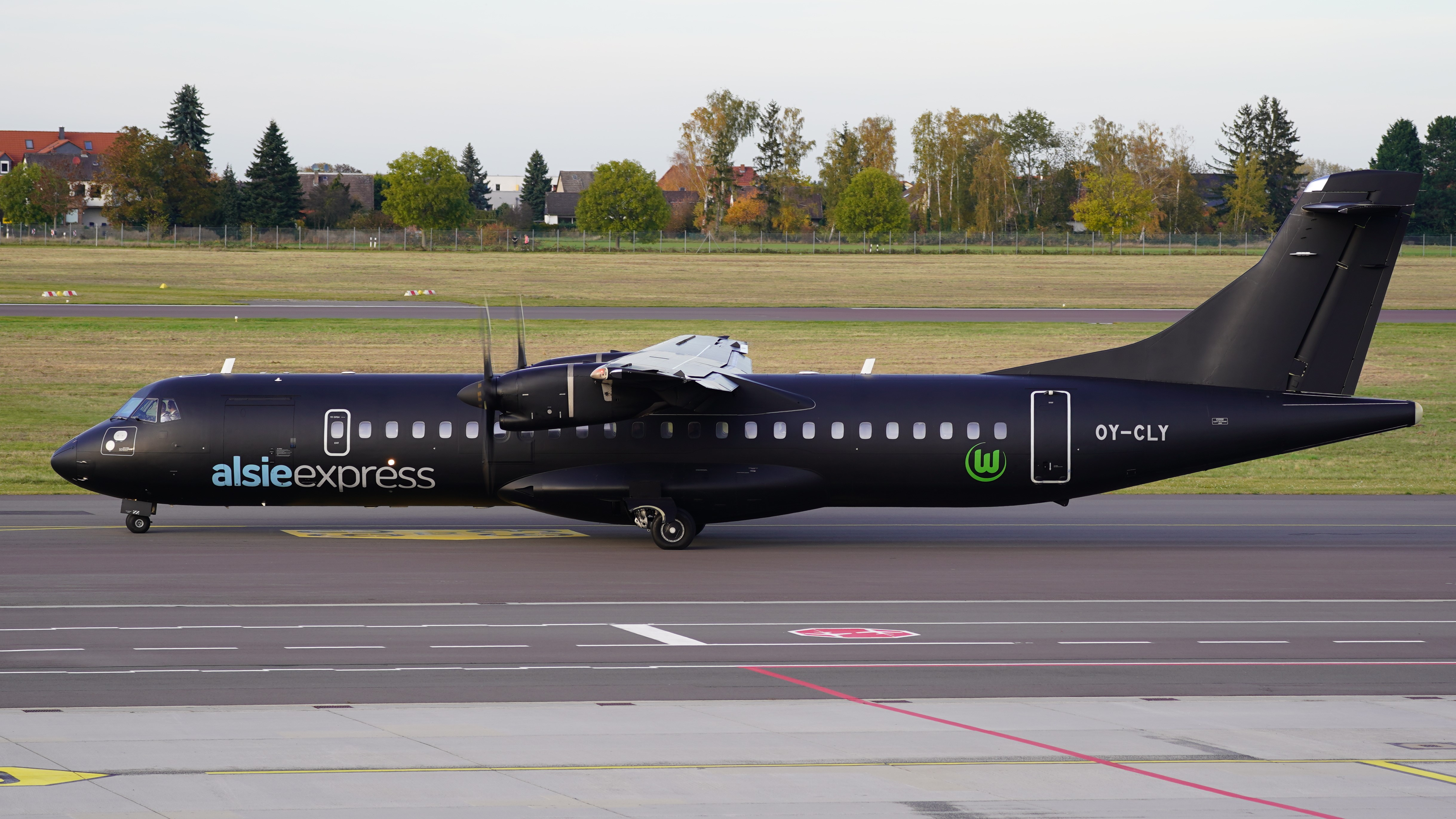
Um ATR 72-500 da Alsie Express, em outubro de 2021.

A frota da Alsie Express consistia nas seguintes aeronaves (Janeiro de 2021):
| Aeronaves  | Em Serviço | Ordens | Passageiros | Notas |
| ---------- | ---------- | ------ | ----------- | ----- |
| ATR 72-500 | 2          | 1      | 48          |       |
| ATR 72-500 | 2          | 1      | 64          |       |
| Total      | 2          | 0      |             |       |